# Трудолюбимовка (Михайловский район)
Трудолюбимовка (укр. Трудолюбимівка) — село,
Высоковский сельский совет,
Михайловский район,
Запорожская область,
Украина.
Код КОАТУУ — 2323382207. Население по переписи 2001 года составляло 276 человек.

## Географическое положение
Село Трудолюбимовка находится в 4-х км от правого берега реки Молочная,
на расстоянии в 1 км от села Ровное и в 2-х км от села Водное.

## История
- 1821 год — дата основания.